# 約翰·海克特·麥克阿瑟
約翰·海克特·麥克阿瑟（英語：John Hector McArthur，1934年3月31日—）是一位出生於加拿大的商學學家。從1980年至1995年間，他曾擔任美國哈佛商學院第七任院長。

## 生平小傳
約翰·海克特·麥克阿瑟出生於加拿大溫哥華。1957年在加拿大英屬哥倫比亞大學取得商學學士學位，並在1959年和1963年在美國哈佛大學分別取得企業管理碩士和博士學位。1973年，麥克阿瑟成為哈佛商學院財務管理教授，而也在1980年在同校成為企業管理教授。隨後，直到1995年底，他兼任哈佛商學院第七任院長。從1996年起，麥克阿瑟為世界銀行資政，也自2006年起當任加拿大亞太基金會的董事長。